# Semaine de la mode

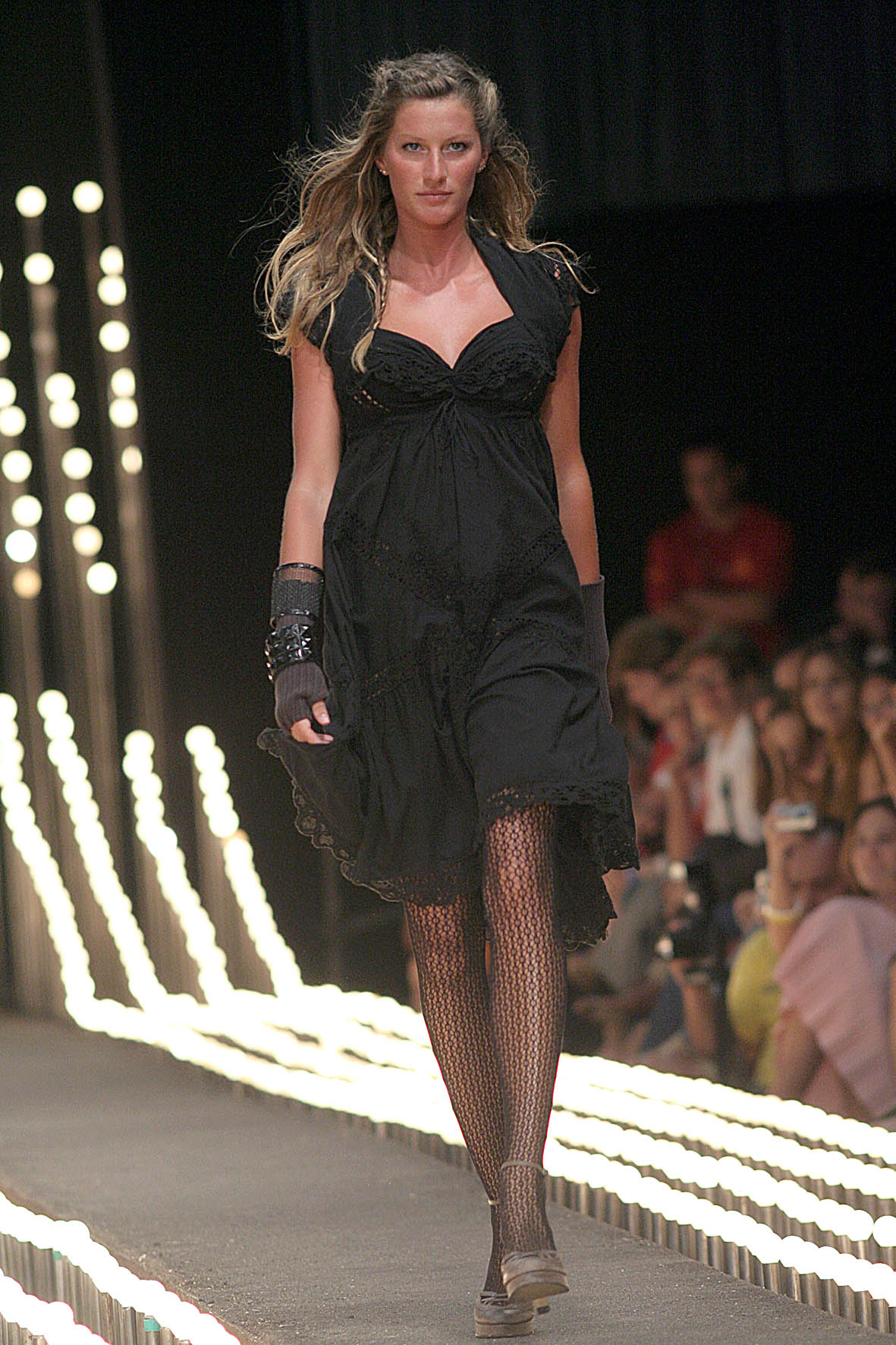
Gisele Bündchen défile à la Fashion Rio Inverno 2006.

Une semaine de la mode, également appelée « semaine des défilés » ou « fashion week » par anglicisme, est un événement de l'industrie de la mode, durant approximativement une semaine, et qui a lieu deux fois par an pour permettre aux stylistes et maisons de couture de présenter leurs dernières collections de prêt-à-porter, et de haute couture.

## Présentation
Des défilés de mode sont typiquement au centre de cet événement. Les quatre plus importantes « semaines de la mode » sont,, historiquement par ordre chronologique de création, celles de Paris (sous l'égide de la Chambre Syndicale du Prêt-à-Porter des Couturiers et des Créateurs de Mode), de Milan (semaines milanaises sous l'égide de la Camera Nazionale della Moda Italiana (it), de New York (sous l'égide du Conseil des créateurs de mode américains), et enfin celle de Londres (sous l'égide du British Fashion Council). Traditionnellement, la première semaine est attribuée à New York, et la dernière semaine à Paris, avec dans certains cas des « pré-collections » ; chaque « Semaine » se succède de pays en pays, avec une période approximative d'un mois au total, pour les quatre plus importants événements. Paris est la seule ville du monde présentant des défilés « haute couture ».
Les semaines de la mode sont en décalage avec la réelle saisonnalité des produits présentés. Pour l'été, les quatre principales « semaines » mondiales ont lieu en début d'année, créant ainsi un décalage de plusieurs mois entre les premières présentations à la presse ou au public et la présence des créations à la vente en boutique. Mais depuis le milieu des années 2010, face à la réactivité des copies de la fast fashion et au succès de réseaux sociaux tel que Instagram publiant immédiatement en ligne les défilés, les marques cherchent à réduire ce délai. Burberry reste reconnue comme précurseur sur ce point, ayant imposé le « see now, buy now » où les vêtements sont commercialisés immédiatement après le défilé.
Vers la même période, plusieurs créateurs se mettent en opposition à ces diktats temporels : « Nous ne voulons pas participer à cette folie qui exige que l'on présente une nouvelle collection toutes les six semaines » ; car au-delà des principales semaines mondiales, s'ajoutent, pour de nombreuses marques, les « pré-co » réservées aux meilleures clientes et acheteurs, ainsi que les « collections croisières » arrivant à mi-saison, ce qui peut représenter au total jusqu'à huit collections par an. L'historien Olivier Saillard explique : « j'ai calculé le nombre de défilés qu'il y avait à Paris, Londres, Milan et New York en une saison. J'ai répertorié les marques les plus connues : il y a quatre cent dix défilés. Mon assistant a calculé quatorze mille huit cent soixante-dix nouvelles silhouettes, c'est-à-dire des millions de vêtements. Une telle quantité annule presque l'idée de création. » « Je crois qu'on demande aux créateurs d'en faire trop, trop de collections. Il est inconcevable pour moi qu'un créatif puisse avoir une nouvelle idée tous les deux mois. […] On ne demanderait pas à un peintre ou à un sculpteur de faire une exposition tous les deux mois » souligne déjà Azzedine Alaïa, plusieurs années auparavant.
Les plus petites entreprises, qui ne peuvent et ne cherchent pas à suivre ce rythme effréné, se passent des fashion weeks en diffusant régulièrement des nouveautés, afin de rester présent dans les médias.
Durant la pandémie de Covid-19, l'absence de défilés remet plus encore en question l'existence même des « semaines de la mode » ; plusieurs marques comme Saint Laurent, Nina Ricci en France ou Gucci en Italie veulent réduire le nombre d'évènements annuels, voire imposer leur propre calendrier. Pourtant depuis quelques années, ces défilés, finalement fréquents, servent à produire mois après mois du contenu pour les réseaux sociaux et parfois, à créer un « évènement » destiné à être repris et relayé. Mais cette pandémie contribue à accélérer la numérisation de la mode, avec l'organisation de shows virtuels sans public ou la création de showrooms en ligne. Au-delà du simple défilé filmé, en remplacement de la fashion week de Paris durant la pandémie, 33 marques réalisent chacune une vidéo au format libre, mélangeant présentation de vêtements, court métrage scénarisé, voire expérience musicale.

## Liste de semaines de la mode et événements

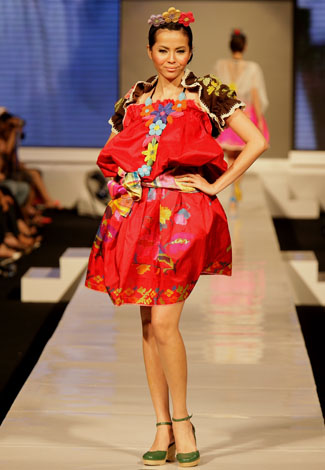
Models on the ramp of Jakarta Fashion Week

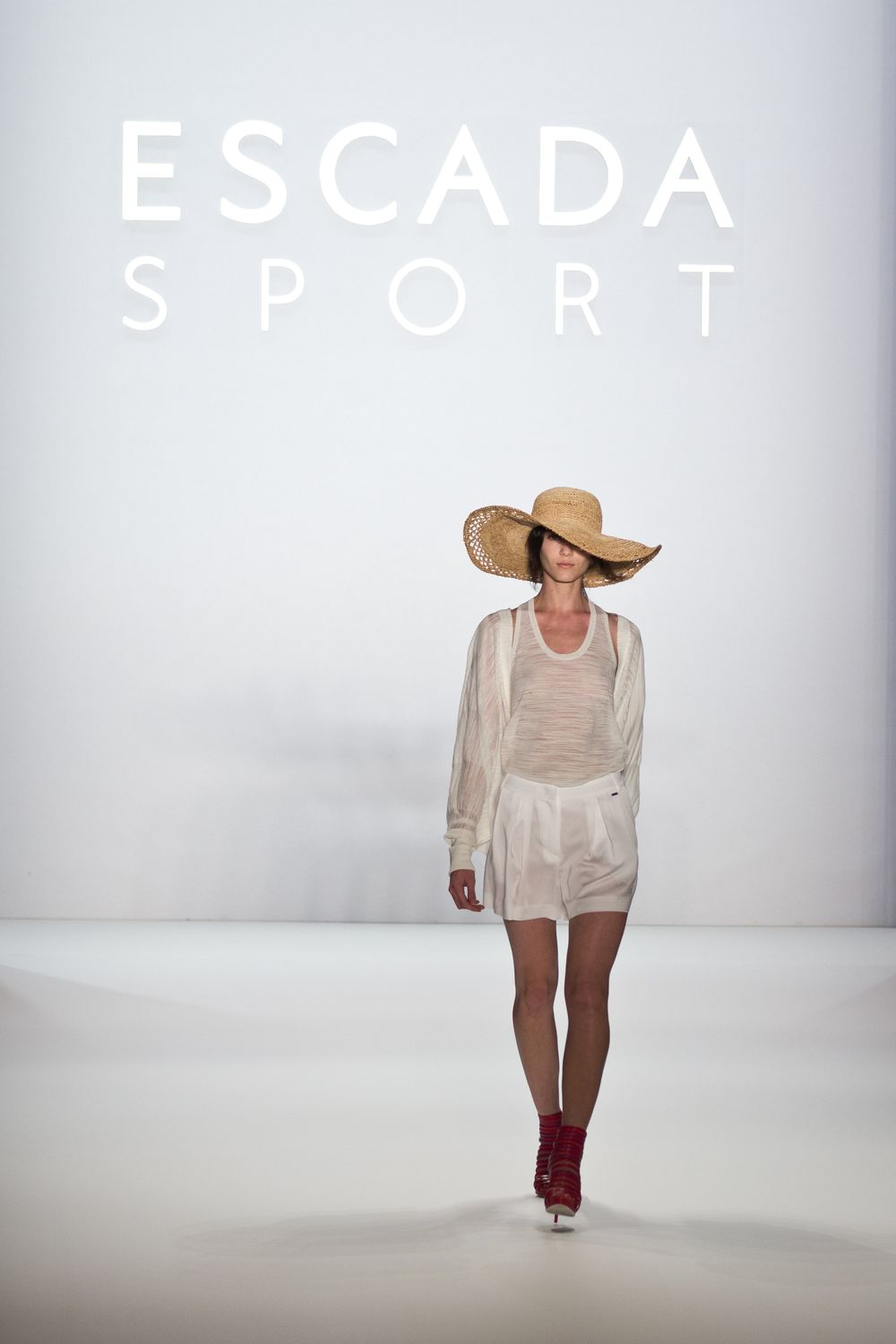
Escada Sport, ouverture lors de la Berlin Fashion Week, saison Printemps/Été 2013

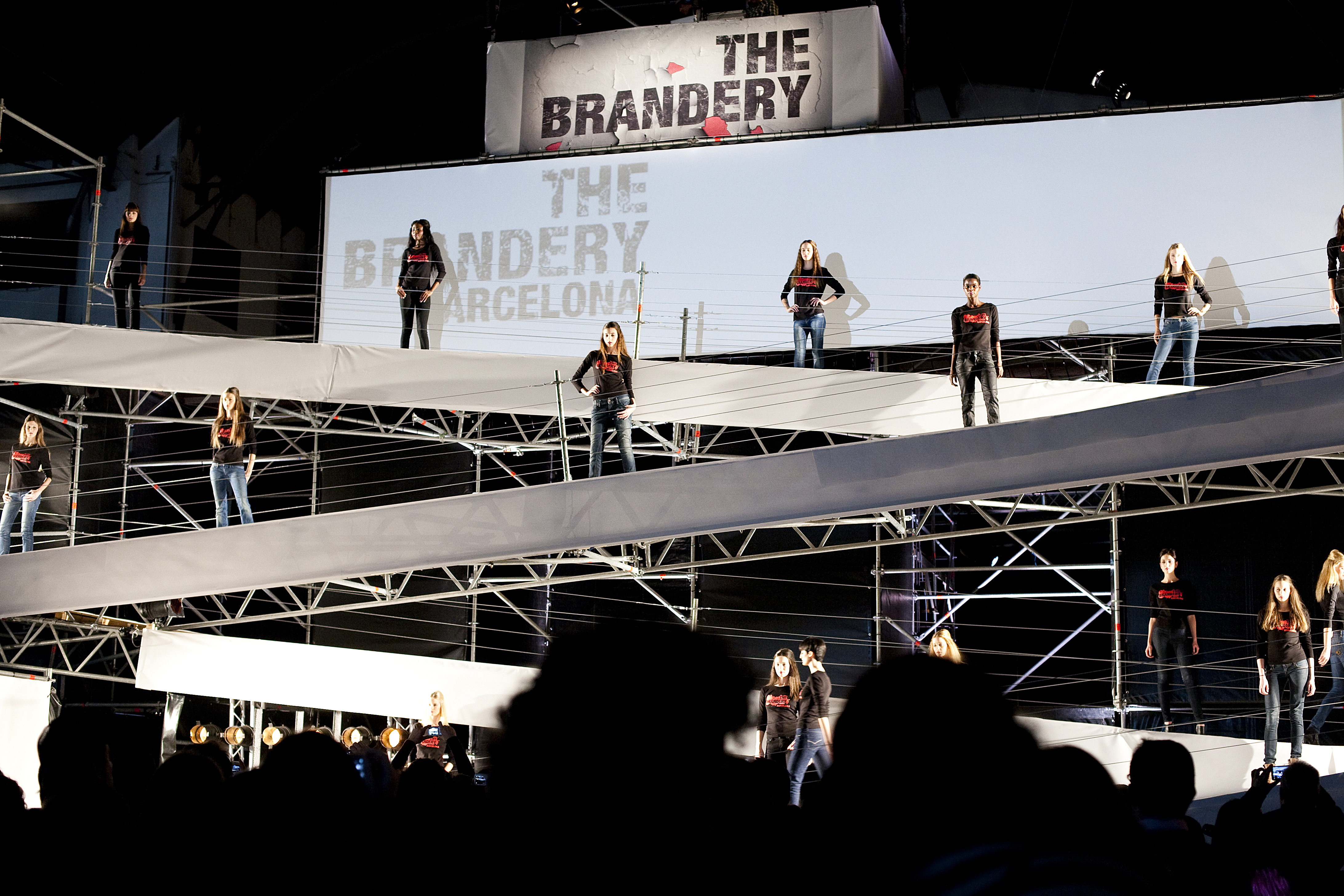
Le podium du The Brandery, Barcelone

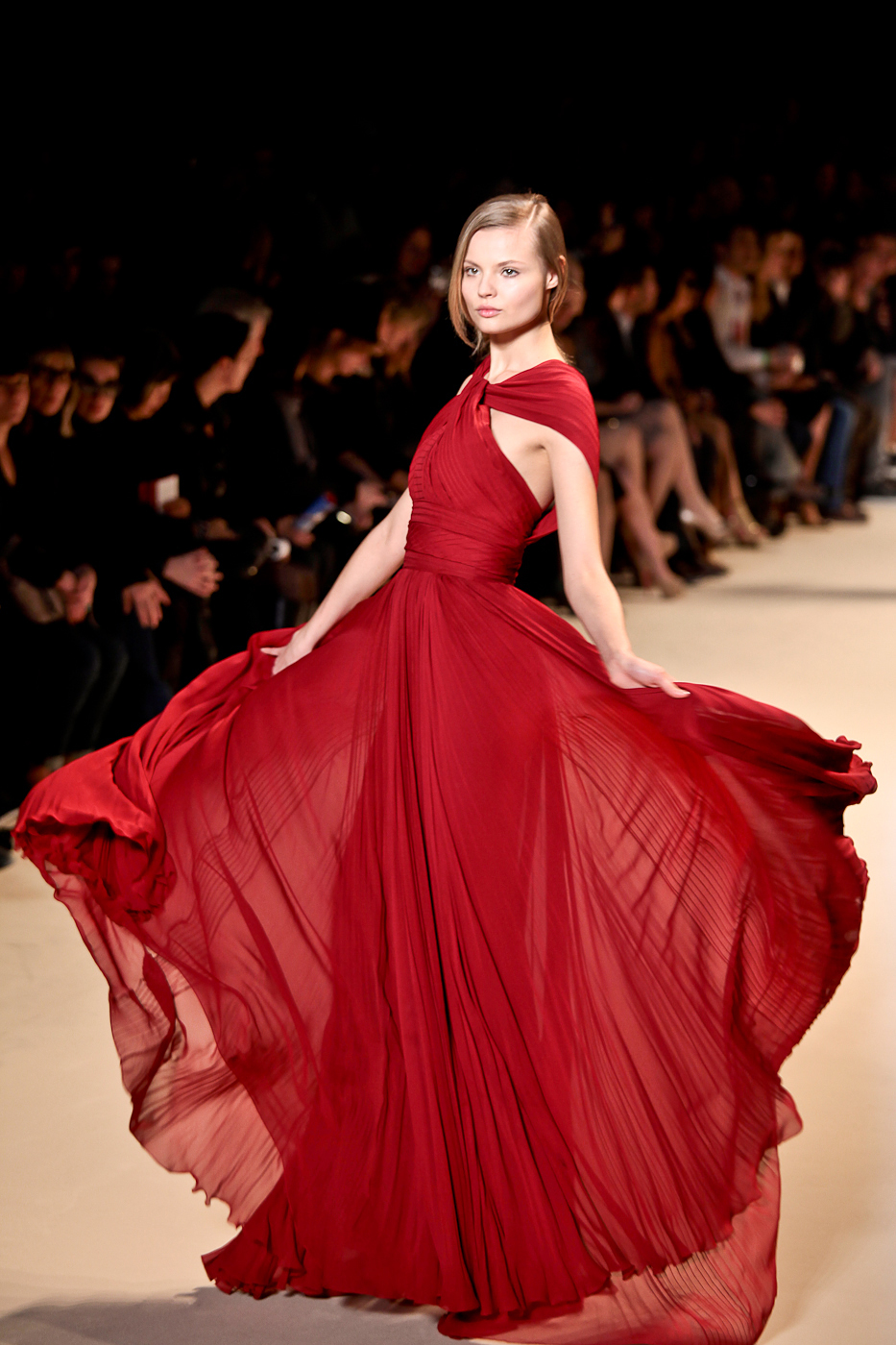
Magdalena Frackowiak lors de la Semaine de la mode de Paris, Automne/Hiver 2011

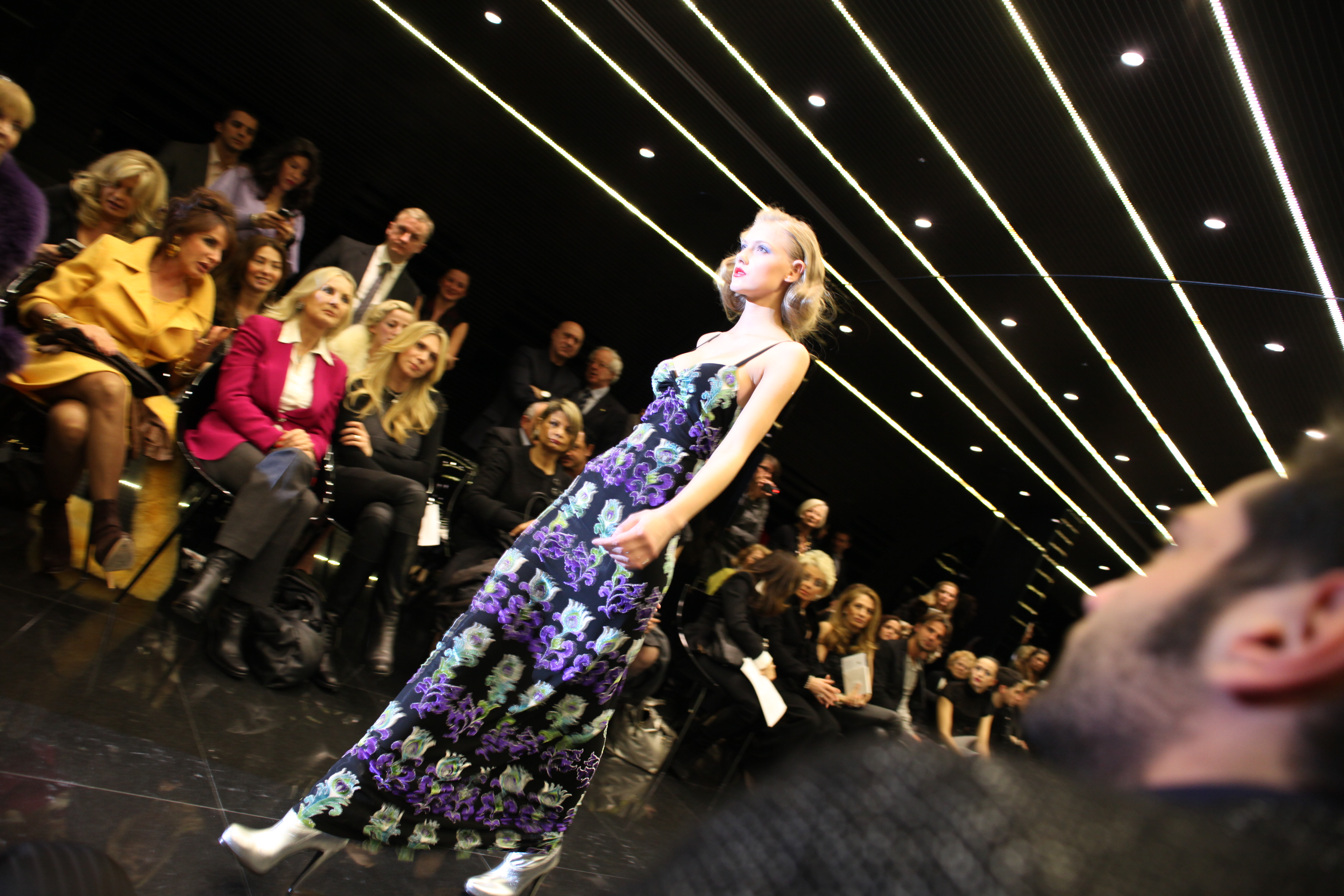
Un podium de la Settimana della moda de Milan.

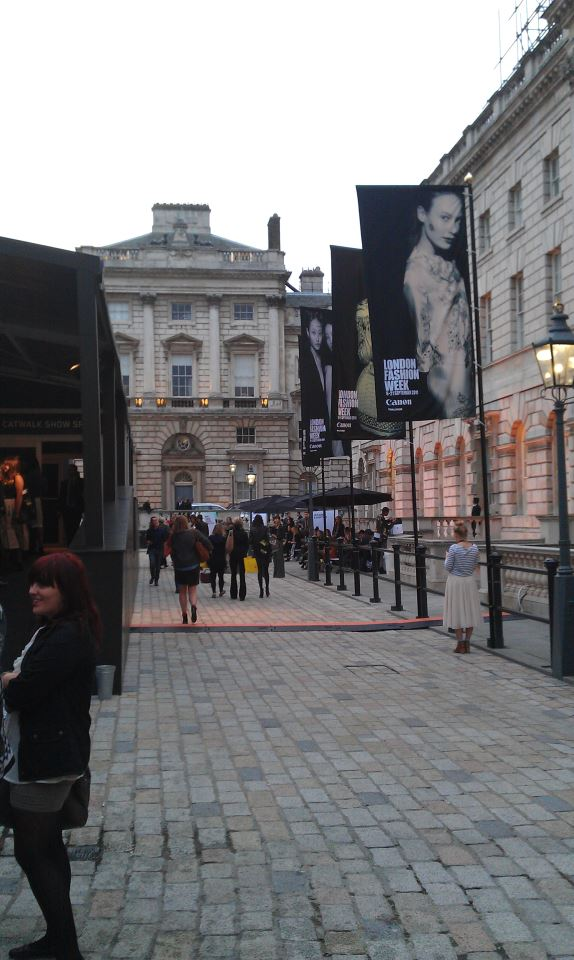
London Fashion Week dans le Somerset House

C'est la liste de mode semaines/événements/spectacles organisés chaque année ou deux fois par an dans le monde entier. La liste est classée par région et par pays.